# بهشت گمشده (مرودشت)
بهشت گمشده منطقه‌ای خوش آب و هوا و سرسبز در بخش کامفیروز از توابع شهرستان مرودشت است. نام اصلی این مکان تنگ بستانک بوده است که اکنون به بهشت گمشده مشهور شده است.
منطقه حفاظت شده تنگ بستانک با مساحت ۱۵۳۲۴ هکتار در شمال غربی استان فارس و در فاصله ۱۲۰ کیلومتری شهر شیراز و در فاصله ۱۰۰ کیلومتری شهر مرودشت در بخش کامفیروز واقع گردیده است. میانگین ارتفاعی آن بین ۱۷۰۰–۳۷۰۰ متر است.
تنگ بستانک منطقه‌ای است عمدتاً کوهستانی با پوششی جنگلی اقلیم منطقه ایرانی تورانی بوده و دارای تابستان‌هایی خشک و زمستان‌هایی سرد؛ با ریزش برف و یخبندان است. میانگین درجه حرارت بین ۱۴–۱۶ درجه و متوسط بارندگی ۴۷۹٫۴۲ میلی‌متر است. مسیر دسترسی به تنگ بستانک کامفیروز است و دریاچه سد درودزن و جنگل‌های انبوه بلوط نیز در این مسیر هستند. از ورودی تنگه کوچه باغی نسبتاً وسیع در پیچ و تاب رودخانه‌ای زیبا تا محل آبشار تنگ بستانک ادامه می‌یابد و اینجاست که انبوهی از جنگل چنار در تنگه‌ای نه چندان باریک به همراه پیچ و تاب رسوباتی از جنس آهک یکی از شگفت‌انگیزترین چهره‌های طبیعت را به نمایش می‌گذارد. امتداد این مسیر پیاده‌رو از بستر رودخانه تا روستایی بکر در نقطه ای دور از ذهن زیبایی و جذابیت این منطقه را تکمیل می‌کند.

## تاریخچه
تنگ بستانک درگذشته بیشتر شهرت محلی داشت و منطقه ییلاقی بخش‌های کامفیروز و بیضا محسوب می‌گردید. در گذشته مهم‌ترین سودمندی آن برای روستاه‌های پایین دست استفاده از منابع آب برای مصرف شرب، کشاورزی و گردشگری موردی جوامع محلی بوده است و تا اواخر دهه ۵۰ برای شهرنشینان نامی ناآشنا بوده و کمتر مورد استفاده گردشگری فشرده قرار گرفته است، اما از اوایل دهه ۶۰ این منطقه به‌تدریج توسط گروه‌های کوهنوردی و گردشگران طبیعت معرفی گردید و به لحاظ زیبایی‌های خیره‌کننده و چشم‌انداز طبیعی منحصربه‌فرد، توسط بازدیدکنندگان علاقه‌مند، بهشت گمشده نام‌گذاری گردید. در حال حاضر در حدود ۶ ماه از سال در فصول بهار و تابستان منطقه مورد استفاده بازدیدکنندگان قرار می‌گیرد و در چهار ماه اردیبهشت، خرداد، تیر، مرداد بیشترین بازدیدکنندگان به منطقه مراجعه می‌کنند.

## منطقه حفاظت شده تنگ بستانک
موقعیت جغرافیایی تنگ بستانک در مجموعه شبکه گردشگری محور شمال و شمال غرب و امکان ارتباط جاده‌ای آن با یادمان‌های تاریخی تخت جمشید، نقش رستم و پاسارگاد از یک طرف و چشم‌اندازهای طبیعی آبشار مارگون و تنگ براق از طرف دیگر اهمیت ویژه‌ای را برای این مجموعه از بعد توسعه اکوتوریسم ایجاد می‌کند. اداره کل حفاظت محیط زیست فارس و سازمان ایرانگردی جهانگردی استان فارس ساماندهی زون گردشگری، تنگ بستانک را در دست اجرا دارند. هدف از اجرای این طرح فراهم آوردن امکانات گردشگری و کاهش تدریجی تهدیدهای ناشی از استفاده بی‌رویهٔ گردشگری از منطقه است. از سال ۱۳۷۸ تاکنون با مصوبهٔ شورای عالی حفاظت محیط زیست به عنوان منطقه حفاظت شده جنگلی تنگ بستانک یا بهشت گمشده شناخته می‌شود. (اداره حفاظت محیط زیست استان فارس) در سفر استانی هیئت دولت به استان فارس به عنوان منطقه نمونه بهشت گمشده تصویب و مطالعات امکان‌سنجی منطقه در سال ۱۳۸۸ به پایان رسید. منطقه مورد مطالعه در طرح جامع شهرستان به عنوان، پهنهٔ طبیعی گردشگری انتخاب شده است. در این طرح به پروژهٔ بسترسازی، تجهیز جاذبه‌های گردشگری طبیعی، ایجاد بستر وتوسعهٔ استفادهٔ ورزشی- تفریحی از جاذبه‌ها، احداث و تجهیز مراکز گردشگری طبیعی اشاره شده است.